# Mingren femminile (torneo taiwanese)
Il Mingren femminile è una competizione goistica per professioniste organizzata dalla Associazione professionale cinese di Go.

## Formato
Nella sua prima incarnazione, il Mingren femminile ebbe luogo dal 2011 al 2013, con un torneo all'italiana con andata e ritorno, tra sei goiste che si contendevano un premio di 70.000 dollari taiwanese, mentre alla seconda andavano 35.000 dollari taiwanesi.
La seconda incarnazione del Mingren femminile ebbe inizio nel 2019. È organizzato dalla Tasen Go Art Culture Foundation col supporto dell'Associazione professionale cinese di Go e dalla Fondazione Ing. Le edizioni prevedono un formato a doppia eliminazione: le goiste sconfitte nel tabellone principale rientrano nel tabellone delle perdenti, e la finale è disputata su partita secca tra la vincente del tabellone delle vincenti e la vincente del tabellone delle perdenti: la prima vince se vince un solo incontro, la seconda deve vincerne due.

## Albo d'oro

### Vecchio Mingren
| Edizione | Anno | Vincitrice            | Seconda                         | Terza                           |
| -------- | ---- | --------------------- | ------------------------------- | ------------------------------- |
| 1        | 2011 | Zhang Zhengping (7-3) | Zhang Kaixin e Hei Jiajia (7-3) | Zhang Kaixin e Hei Jiajia (7-3) |
| 2        | 2012 | Zhang Kaixin (10-0)   | Dang Xijun (7-3)                | Zhang Zhengping (5-5)           |
| 3        | 2013 | Zhang Zhengping (8-2) | Dang Xijun e Su Shengfang (6-4) | Dang Xijun e Su Shengfang (6-4) |

### Nuovo Mingren
| Edizione | Anno | Vincitrice  | Risultato | Finalista    |
| -------- | ---- | ----------- | --------- | ------------ |
| 1        | 2018 | Dang Xijun  | 1-0       | Yang Zixuan  |
| 2        | 2019 | Lu Yuhua    | 2-0       | Dang Xijun   |
| 3        | 2020 | Yang Zixuan | 1-0       | Bai Xinhui   |
| 4        | 2021 | Lu Yuhua    | 1-0       | Zhang Kaixin |
| 5        | 2022 | Lu Yuhua    | 1-0       | Yang Zixuan  |
| 6        | 2023 | Lu Yuhua    | 1-1       | Yang Zixuan  |
| 7        | 2024 | Li Jiaxin   | 1-0       | Yang Zixuan  |
| 8        | 2025 | in corso    | in corso  | in corso     |